# Heteropogon oldroydi
Heteropogon oldroydi är en tvåvingeart som beskrevs av Lindner 1973. Heteropogon oldroydi ingår i släktet Heteropogon och familjen rovflugor.
Artens utbredningsområde är Namibia. Inga underarter finns listade i Catalogue of Life.